# José de Echegaray
 (mai 2020).
Si vous disposez d'ouvrages ou d'articles de référence ou si vous connaissez des sites web de qualité traitant du thème abordé ici, merci de compléter l'article en donnant les références utiles à sa vérifiabilité et en les liant à la section « Notes et références ».
Pour les articles homonymes, voir Echegaray.
José de Echegaray y Eizaguirre (Madrid, 19 avril 1832 - ibidem, 14 septembre 1916) est un mathématicien espagnol et un important dramaturge de la fin du XIXe siècle. Il reçoit le prix Nobel de littérature en 1904 la même année que Frédéric Mistral.

## Jeunesse
Né en avril 1832 (ou en 1833 selon certaines sources), José de Echegaray est le fils d'un médecin et professeur. Il passe son enfance à Murcie, où il termine ses études primaires. C'est à l'Institut de Murcie qu'il découvre son amour pour les mathématiques.
À quatorze ans, afin de préparer son entrée à l'École de génie civil, canaux et ports, il s'installe à Madrid. Après l'obtention de son diplôme d'ingénieur civil, pour lequel il est le premier de sa classe, il se déplace à Almeria et Grenade pour occuper son premier emploi.
Dans sa jeunesse, en parallèle de ses études, il se passionne pour la littérature et lit Goethe, Homère et Balzac, en alternance avec les ouvrages de mathématiciens Carl Friedrich Gauss, Adrien-Marie Legendre et Joseph-Louis Lagrange.

## Carrière scientifique
En 1854, il commence à enseigner à l'École de génie civil et prend également en charge le secrétariat de l'institution. Il enseigne, entre autres matières, les mathématiques, la sternotomie, la géométrie descriptive, le calcul différentiel et la physique jusqu'en 1868. De 1858 à 1860, il a également été professeur à l'École des travaux publics. Dès 1858, il commence à publier des ouvrages de mathématiques et de géométrie dans une écriture claire et précise.
En 1866 il est admis à l'Académie des sciences exactes de Madrid.

## Carrière politique
Ministre du Commerce dans les années 1860, il est élu aux Cortes, le parlement espagnol, en 1869. Il joue un rôle important dans le développement de la Banque d'Espagne.
En exil temporaire à Paris durant la période de la Première République (1873-74), Echegary revient en Espagne après le coup d'État du général Manuel Pavía de 1874, et est nommé ministre du Trésor, poste qu'il retrouve brièvement en 1904.

## Carrière littéraire

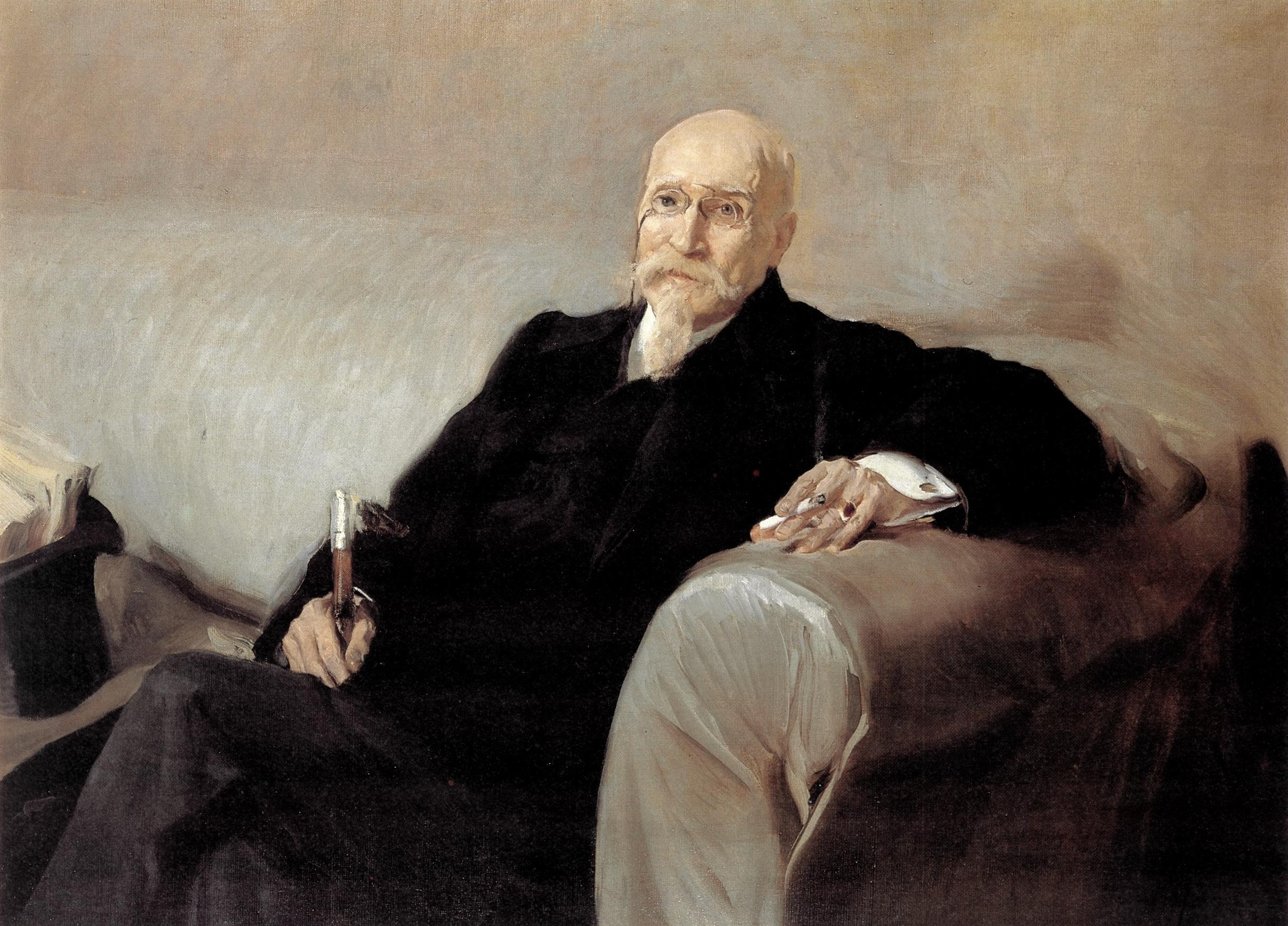
Portrait de José de Echegaray, 1905
Joaquín Sorolla
Banque d'Espagne (Madrid)

En 1865, il amorce son activité littéraire, mais ne publie son premier texte dramatique, intitulé El libro talonario, qu'en 1874. Il est l'auteur de 67 pièces, dont 34 en vers, qui obtiennent un grand succès critique et public en leur temps. Ses premières œuvres sont teintées de la mélancolie romantique en vogue à l'époque, mais plus tard, l'écrivain aborde des thèmes sociaux, trahissant ainsi une nette influence du norvégien Henrik Ibsen.
En 1904, Echegaray partage le prix Nobel de littérature avec le poète provençal Frédéric Mistral, devenant le premier espagnol à recevoir un prix Nobel. Le Nobel de littérature a choqué les écrivains espagnols de l'avant-garde littéraire et, en particulier, les auteurs de la Génération de 1898. Echegaray n'est pas considéré par eux comme un dramaturge exceptionnel et son travail est sévèrement critiqué pour être trop proche des œuvres de Leopoldo Alas, dit « Clarín », et d'Emilia Pardo Bazán.
Toujours réservé sur son propre travail, Echegaray ne ménageait pas son admiration pour des écrivains comme Bernard Shaw et Pirandello, mais il conserve un grand prestige dans l'Espagne des débuts du XXe siècle, et une réputation bien établie dans l'Europe de son temps. Ses œuvres sont alors lues et traduites à Londres, Paris, Berlin et Stockholm.
En 1907, sur une proposition de Santiago Ramón y Cajal, l'Académie des sciences a créé la Médaille Echegaray, dont José Echegaray est le premier récipiendaire.

## Œuvre

### Ouvrages scientifiques
- Cálculo de variaciones (1858)
- Problemas de geometría plana (1865)
- Problemas de geometría analítica (1865)
- Teorías modernas de la física (1867)
- Introducción a la geometría superior (1867)
- Memoria sobre la teoría de los determinantes (1868)
- Tratado elemental de termodinámica (1868)
- Resolución de ecuaciones y teoría de Galois: lecciones explicadas en el Ateneo de Madrid (1897)

### Théâtre
- El libro talonario (1874)
- La esposa del vengador  (1874)
- La última noche (1875)
- En el puño de la espada (1875)
- Un sol que nace y un sol que muere (1876)
- Cómo empieza y cómo acaba (1876)
- El gladiador de Revens (1876)
- Locura o santidad (1876)
- O locura o santidad (1877) Publié en français sous le titre Folie ou Sainteté, drame en 3 actes, traduit par Édouard de Huertas, Paris, Société anonyme des imprimeries réunies, 1883
- Iris de paz (1877)
- Para tal culpa, tal pena (1877)
- Lo que no puede decirse (1877)
- En el pilar y en la cruz (1878)
- Correr en pos de un ideal (1878)
- Algunas veces aquí (1878)
- Morir por no despertar (1879)
- En el seno de la muerte (1879)
- Bodas trágicas (1879)
- Mar sin  orillas (1879)
- La muerte en los labios (1880) Publié en français sous le titre La Mort sur les lèvres (précédé par L'Affront lavé), traduit par Mathilde Pomès, Paris, Presses du compagnonnage, collection Prix Nobel de littérature, 1960
- El gran Galeoto (1881) Publié en français sous le titre Le Grand Galéoto, pièce en 3 actes et 1 prologue, adaptation par J. Schürmann et Jacques Lemaire, Paris, A. Charles, 1896
- Haroldo el normando (1881)
- Los dos curiosos impertinentes (1881)
- Conflicto entre dos deberes (1882)
- Un milagro en Egipto (1884)
- Piensa mal ¿y acertarás? (1884)
- Manantial que no se agota (1889)
- Los rígidos (1889)
- Siempre en ridículo (1890)
- El prólogo de un drama (1890)
- Comedia sin desenlace (1891)
- Mariana (1891)
- El hijo de Don Juan (1892).
- El poder de la impotencia (1893)
- A la orilla del mar (1893)
- La rencorosa (1894)
- Mancha que limpia (1895) Publié en français sous le titre L'Affront lavé (suivi de La Mort sur les lèvres), traduit par Mathilde Pomès, Paris, Presses du compagnonnage, collection Prix Nobel de littérature, 1960
- El estigma (1895)
- Amor salvaje (1896)
- La calumnia por castigo (1897)
- El hombre negro (1898)
- Silencio de muerte (1898)
- El loco de Dios (1900)